# Stafford Tavares
Stafford Emanuel Tavares (...) è un crittografo canadese che insegna alla Queen's University.
Insieme a Carlisle Adams ha creato i cifrari a blocchi CAST-128 e CAST-256. Ha inoltre contribuito nel 1994 ad organizzare la prima Selected Areas in Cryptography (SAC), una conferenza internazionale sulla crittografia che si tiene annualmente in Canada. Per il suo sostegno e per l'aiuto che dà alla conferenza, dal 2003 il discorso d'apertura della conferenza, che viene tenuto da un membro della comunità crittografica internazionale su preciso invito, porta il suo nome, la Stafford Tavares Lecture
Tavares ha conseguito il dottorato nel 1968 all'Università McGill.